# تپانچه ۱۰ سنت
تپانچه ۱۰ سنت (به انگلیسی: 10 Cent Pistol) فیلمی محصول سال ۲۰۱۴ و به کارگردانی مایکل سی مارتین است. در این فیلم بازیگرانی همچون جنا مالون، جی.تی الکساندر، دیمون الکساندر، جو مانتگنا، آدام آرکین، برندان سکستون سوم، توماس ایان نیکلاس، جسیکا کارن و امیلیو ریورا ایفای نقش کرده‌اند.